# إيفيكا جوريتش
إيفيكا جوريتش (بالكرواتية: Ivica Žurić) مواليد 9 يناير 1965 في شيبينيك، جمهورية كرواتيا الاشتراكية، هو لاعب كرة سلة كرواتي سابق. لعب مع نادي سيبونا لكرة السلة في الدوري الكرواتي لكرة السلة الدرجة الأولى.

## سجل المنافسة
شارك في المنافسات التالية:
- بطولة أمم أوروبا لكرة السلة 1993
- بطولة أمم أوروبا لكرة السلة 1995

## روابط خارجية
- إيفيكا جوريتش على موقع الاتحاد الدولي لكرة السلة (الإنجليزية)
- إيفيكا جوريتش على موقع كرة السلة الأوروبية.كوم (الإنجليزية)
- إيفيكا جوريتش على موقع ريلجم (الإنجليزية)
- إيفيكا جوريتش على موقع بروبوليرز (الإنجليزية)